# Miguel Varoni
Miguel Américo Belloto Gutiérrez (Buenos Aires, 11 de diciembre de 1964), conocido artísticamente como Miguel Varoni, es un actor y director de televisión argentino nacionalizado colombiano , nacido en Argentina. Es hijo de la actriz colombiana Teresa Gutiérrez y hermano del también actor Juan Carlos Gutiérrez. Es uno de los actores de teatro y televisión más reconocidos en Colombia, lugar donde fue criado y ha desarrollado buena parte de su carrera. Está casado desde julio de 1997 con la actriz Catherine Siachoque, con quien actualmente reside en Miami. Tuvo gran éxito a nivel nacional e internacional al interpretar  a Pedro Coral Tavera en la serie Pedro el Escamoso, del Canal Caracol.

## Biografía
Miguel Varoni es hijo del matrimonio de la actriz colombiana Teresa Gutiérrez y del compositor, violinista y director de orquesta argentino Américo Belloto Varoni, conocido artísticamente como Don Américo. A los cuatro meses de edad, el 30 de abril de 1965, su padre fallece como consecuencia de un accidente de tránsito. Teresa Gutiérrez se marchó de Argentina y regresó a Colombia donde el futuro actor realizó sus estudios de primaria y secundaria. Hizo su debut como actor en la obra Las señoritas Gutiérrez cuando tenía doce años de edad. Al adoptar la profesión artística, utilizó su nombre propio, adoptando como apellido "Varoni", que fue apellido materno de su padre.
Su paso al éxito se dio cuando interpretó a Pedro Coral, personaje principal en Pedro el Escamoso. Su actuación le otorgó reconocimiento en Colombia y le abrió camino a muchos premios entre los que destacan "TV y Novelas" en el 2002 como mejor actor, un premio New York ACE por Figura Masculina Internacional del 2002 y el INTE 2002 U.S.A. por mejor actor.
Miguel Varoni ha aparecido en varias producciones de televisión en español, entre las que se encuentran Los cuervos, La potra zaina, El ángel de piedra y  Las Juanas, en la última producción ganó numerosos premios.[cita requerida]
Interpretó el papel de Alejandro Méndez en Te voy a enseñar a querer, producción de Telemundo y su último rol en Seguro y urgente también de Telemundo y que lo llevó de regreso a la comedia, con el papel de Miguel Ángel Buenaventura.
A partir de esas dos actuaciones el actor se traslada junto con su esposa Catherine Siachoque a los Estados Unidos, para trabajar con la cadena estadounidense Telemundo
El actor argentino-colombiano realizó también teatro nacional a principios de los 1990 con presencia en Trampa mortal, de Ira Levin, y la comedia musical Los mosqueteros del rey. Además fue anfitrión de los Billboard Awards de música latina por dos años consecutivos.
Otros premios han incluido un Simón Bolívar como mejor actor en su papel en El ángel de piedra, un premio MARA en 2000 y un premio Estrella, ambos en Venezuela por mejor actor extranjero, y por su papel en Las Juanas. Varoni, también recibió un premio TV y Novelas por mejor actor extranjero por ese mismo papel y como mejor director por Eternamente Manuela. En 2009 interpretó al villano principal de Más sabe el diablo, actuando junto a Jencarlos Canela y Gaby Espino. En 2010 actúa en Ojo por ojo como el villano principal junto a Gregorio Pernía y nuevamente con Gaby Espino. En 2011 actúa en La casa de al lado interpretando a uno de los villanos, actuó con Maritza Rodríguez, Gabriel Porras, David Chocarro y con su esposa Catherine Siachoque. En 2012 tiene una actuación estelar en Corazón valiente como uno de los villanos en su etapa final, actuando con Adriana Fonseca, José Luis Reséndez, Aylin Mujica, Ximena Duque y  Fabián Ríos. En 2013 participa en Marido en alquiler como el villano coprincipal en una actuación estelar, al lado de Sonya Smith, Juan Soler, Maritza Rodríguez, Kimberly Dos Ramos y Gabriel Coronel.  En 2019 produjo la  serie Betty en Nueva York, la nueva versión de la conocida serie Betty la fea.

## Carrera

### Televisión
| Año       | Título                                    | Personaje                                       |
| --------- | ----------------------------------------- | ----------------------------------------------- |
| 1984-1986 | Los cuervos                               | Ever                                            |
| 1986-1987 | Gallito Ramírez                           | Alejo Vargas/Arturo Sanclemente                 |
| 1987      | El ángel de piedra                        | Mateo Santini                                   |
| 1988      | Los hijos de los ausentes                 | Mario                                           |
| 1989-1990 | Garzas al amanecer                        | Chepe Robledo                                   |
| 1990      | No juegues con mi vida                    | Ricardo Muñoz                                   |
| 1990-1991 | Gitana                                    | Losca                                           |
| 1992      | Inseparables                              | José Miguel Valenzuela                          |
| 1993-1994 | La potra Zaina                            | Daniel Clemente                                 |
| 1996-1997 | Te dejaré de amar                         | Evaristo Larios                                 |
| 1997-1998 | Las Juanas                                | Manuel Francisco Cuadrado                       |
| 1998      | La sombra del arco iris                   | Cristóbal Montenegro                            |
| 2000-2001 | La caponera                               | Dionisio Pinzón                                 |
| 2001-2003 | Pedro el escamoso                         | Pedro Coral Tavera "Pedro el escamoso"          |
| 2003      | Como Pedro por su casa                    | Pedro Coral Tavera "Pedro el escamoso"          |
| 2004-2005 | Te voy a enseñar a querer                 | Alejandro Méndez                                |
| 2005      | Decisiones                                | "El travesti"                                   |
| 2006-2007 | Seguro y urgente                          | Miguel Ángel Buenaventura                       |
| 2007      | My Name Is Earl                           | Javier (Estrella invitada)                      |
| 2009-2010 | Los Victorinos                            | Martín Acero/Ricardo de La Fuente "El hierro"   |
| 2009-2010 | Más sabe el diablo                        | Martín Acero "El hierro"                        |
| 2010-2011 | Ojo por ojo                               | Hernando Barragán "Nando"                       |
| 2011-2012 | La casa de al lado                        | Javier Ruiz                                     |
| 2012      | Corazón valiente                          | Jesús Matamoros«El Mesiás» /Dr. Marcelo Montoya |
| 2013-2014 | Marido en alquiler                        | José Salinas                                    |
| 2015      | Dueños del paraíso                        | Leandro Quezada                                 |
| 2017      | La fan                                    | Justín Case "El director"/Camilo Pinzón         |
| 2017-2018 | El señor de los cielos                    | Leandro Quezada                                 |
| 2019      | Betty en New York                         | Él mismo                                        |
| 2021      | 100 días para enamorarnos                 | Él mismo                                        |
| 2024      | Pedro el escamoso: más escamoso que nunca | Pedro Coral Tavera "Pedro el escamoso"          |

### Cine
| Año  | Título                   | Personaje             |
| ---- | ------------------------ | --------------------- |
| 2005 | Mi abuelo, mi papá y yo  | Eduardo Pachón        |
| 2007 | Ladrón que roba a ladrón | Emilio López          |
| 2010 | Sin tetas no hay paraíso | Dr. Mauricio Contento |
| 2015 | Ladrones                 | Emilio Sánchez        |

### Teatro
- Trampa mortal de Ira Levin (1990)
Teatro Nacional
- Los mosqueteros del rey (1991)
Comedia musical. Teatro Nacional

### Dirección de escena
| Año       | Título                               |
| --------- | ------------------------------------ |
| 1989      | No juegues con mi vida               |
| 1991      | Ellas                                |
| 1994      | Momposina                            |
| 1995-1996 | Eternamente Manuela                  |
| 1998-1999 | Carolina Barrantes                   |
| 2006      | Decisiones                           |
| 2008      | Sin senos no hay paraíso             |
| 2010      | La diosa coronada                    |
| 2012      | Rosa Diamante                        |
| 2013      | Santa diabla (Etapa final)           |
| 2014-2015 | Señora Acero (1ª, 2ª y 4ª Temporada) |
| 2017      | La fan                               |
| 2018      | El señor de los cielos               |
| 2021      | La suerte de Loli                    |
| 2021-2022 | Malverde: el santo patron            |
| 2024      | El Conde: amor y honor               |
| 2024-2025 | Sed de venganza                      |
| 2025      | Velvet: el nuevo imperio             |

### Productor ejecutivo
| Año       | Título                    |
| --------- | ------------------------- |
| 2019      | Jugar con fuego           |
| 2019      | Betty en Nueva York       |
| 2020-2021 | 100 días para enamorarnos |
| 2024      | La mujer de mi vida       |

### Presentador
- Premios TVyNovelas (Colombia) 2013 (2013)
- Premios India Catalina (2015 y 2016)
- Concurso Nacional de Belleza (2005)

## Premios

### Premios Tu Mundo
| Año  | Categoría                                | Trabajos           | Resultados |
| ---- | ---------------------------------------- | ------------------ | ---------- |
| 2012 | Mejor chico malo                         | La casa de al lado | Nominado   |
| 2012 | Mejor beso (junto a Catherine Siachoque) | La casa de al lado | Nominado   |
| 2014 | El malo más bueno                        | Marido en alquiler | Nominado   |
| 2015 | El malo más bueno, Superserie            | Dueños del paraíso | Nominado   |

#### Pedro el escamoso
- Mejor Actor Protagónico TVyNovelas
- India Catalina al mejor actor protagónico
- ACE en New York
- DOS DE ORO en Venezuela
- CARACOL
- INTE en USA
- ORQUÍDEA en USA
- ESTRELLA DE ORO en Venezuela
- GRAN AGUILA en Venezuela
- MARA DE ORO en Venezuela

#### La casa de al lado
- ACE en New York

#### Las Juanas
- Mejor Actor Antagónico TVyNovelas
- SIMÓN BOLÍVAR
- SOL DE ORO en México

#### El angél de piedra
- SIMÓN BOLÍVAR

#### Más sabe el diablo
- LATINO en New York
- TELEMUNDO

Martin Acero (el malo de la novela)

#### Ladrón que roba ladrón
- FAMA en USA

### Especiales
- LATINO en New York
- ORQUIDEA en USA
- GLORIA DE LA TV: POR LOS 50 AÑOS DE LA TV COLOMBIANA.

### Como director
- Mejor Director TVyNovelas
- ORQUIDEA por Decisiones.